# Another Century's Episode 2
Another Century's Episode 2 (アナザーセンチュリーズエピソード 2 Anazā Senchurīzu Episōdo Tsu?), comúnmente abreviado como A.C.E.2, es un videojuego de acción Mecha en tercera persona producido por Banpresto y desarrollado por From Software. Es la secuela del juego del 2005 Another Century's Episode. Fue lanzado para la consola PlayStation 2 el 30 de marzo del 2006. El juego fue comercializado solo en Japón 
El 29 de noviembre de 2007 Banpresto lanzó una versión del juego titulada como A.C.E.2 Special Vocal Edition. Esta versión incluye temas musicales vocales de cada una de las series animadas que aparecen en el juego.

## Cambios en el sistema
- Combates más Rápidos: A.C.E. 2 reproduce los combates a una velocidad mucho mayor que la de su predecesor.
- Presentación de los pilotos: En A.C.E., la presencia de los pilotos se limitaba solamente a sonidos de voces escuchadas mientras despegaban y en ciertas batallas. En A.C.E. 2 los pilotos son presentados en gráficos 3D y cel-shading.
- Más Armas: Cada Robot puede llevar un arsenal de hasta 7 armas; el cual puede ser ajustado por el jugador a su gusto; Esto le permite al jugador separar las armas de ataque a distancia de las armas para combate cuerpo a cuerpo. El juego anterior no contaba con este detalle.
- Apoyo Mejorado: En A.C.E., el jugador podía recibir refuerzos y ser asistido por otros robots durante los combates, pero la presencia de los demás robots se limitaba solo a sonidos. En A.C.E. 2 las demás unidades pueden apreciarse durante los combates luchando como aliados controlados por computadora.
- Combinación de Ataques: El jugador puede realizar combinaciones de ataques especiales donde los miembros de su equipo combinan sus habilidades causando resultados devastadores.
- Sistema de Favoritos:Este sistema le permite al jugador seleccionar a una de las series presentadas en el juego como su favorita. Los robots de la serie favorecida pueden recibir muchas más mejoras de las que normalmente recibirían, haciendo a esos robots los más fuertes en la partida de ese jugador.

## Series Presentadas/ Unidades seleccionables
El juego cuenta con seis series de las nueve que aparecieron en el juego anterior, más 5 series nuevas. (Gundam Wing fue una de las series del juego anterior que no apareció en esta secuela, sin embargo Endless Waltz, la continuación de Gundam Wing si fue incluida.). En total, el juego cuenta con 106 robots seleccionables de catorce series de anime.
En adición a las 14 series mencionadas, A.C.E.2 cuenta con personajes y robots originales diseñados por Takuya Saito y Junya Ishigaki. los héroes del juego son Tak Kepford (interpretado por Daisuke Kishio) y Marina Carson (interpretada por Naomi Shindou), ambos héroes son pilotos de robots conocidos como Gun Arks.

### Mobile Suit Gundam: Char's Counterattack
Seleccionables
- RX-93 Nu Gundam (Piloto: Amuro Ray)
- RGZ-91 RE-GZ (Piloto: Amuro Ray)

### Aura Battler Dunbine
Seleccionables
- Billbine (Piloto: Sho Zama)
- Dunbine (Piloto: Marvel Frozen)

No Seleccionables
- Leprechaun (Piloto: Jerryl Coochibi)
- Wryneck (Piloto: Todd Guiness)
- Zwarth (Piloto: Black Knight aka Bern Burnings)
- Galava (Piloto: Black Knight)

### Blue Comet SPT Layzner
- Layzner (Piloto: Eiji Asuka)
- New Layzner (Piloto Eiji Asuka)
- Layzner Mk-II (Piloto Eiji Asuka)

### Brain Powerd
- Nelly Brain (Piloto: Yuu Isami)
- Hime Brain (Piloto: Hime Utsumiya)
- Yuu Brain (Piloto Yuu Isami)
- Quincy Baronz (Piloto: Quincy Issa)

### Metal Armor Dragonar
- XDFU Dragonar 1-lifter (Piloto Kaine Wakaba)
- XD-01SR Dragonar-1 Lifter (Piloto: Kaine Wakaba)
- XD-01SR Dragonar-1 Custom (Piloto: Kaine Wakaba)
- XDFU-02 Dragonar-2 Lifter (Piloto: Tapp Oceano)
- XD-02SR Dragonar-2 Custom (Piloto: Tapp Oceano)
- XDFU-03 Dragonar-3 Lifter (Piloto: Light Newman)
- XDFU-03 Enhanced Dragonar Lifter-3 (Piloto: Light Newman)
- MAFFU-09 Falguen MAFFU (Piloto: Meio Plato)

### Heavy Metal L-Gaim
- L-Gaim (Piloto: Daba Mylord)
- Novel D.Sserd (Piloto: Gaw Ha Leccee)
- Batshuu

### The Super Dimension Fortress Macross(*NUEVO*)
- VF-1 Valkyrie (Piloto:Hikaru Ichijyo)
- VF-1J Armored Valkyrie (Piloto Hikaru Ichijyo)
- SDF-1 Macross

### Macross: Do You Remember Love?(*NUEVO*)
- VF-1S Strike Valkyrie (Piloto: Roy Focker)
- VF-1A Valkyrie (Piloto: Maximillion Jenius)
- Queadluun-Rau (Piloto: Millian Jenius)

### Martian Successor Nadesico
- Aestivalis (Piloto: Akito Tenkawa)
- Aestivalis Custom(Piloto: Ryoko Subaru, Izumi Maki, Hikaru Amano, Nagare Akatsuki)
- Nadesico

### Mobile Suit Gundam 0083: Stardust Memory(*NUEVO*)
- RX-78GP01 Gundam "Zephyranthes"(Piloto: Kou Uraki)
- RX-78GP01Fb Gundam Full Vernian "Zephyranthes"(Piloto kou uraki)
- RX-78GP02A Gundam "Physalis"(Piloto: Anavel Gato)
- RX-78GP03 Gundam "Dendrobium Orchis"(Piloto: Kou Uraki)
- AMA-002 Neue Ziel(Piloto: Anavel Gato)

### Mobile Fighter G Gundam(*NUEVO*)
- GF13-017NJII God Gundam (Piloto: Domon Kasshu)

### Gundam Wing: Endless Waltz(*NUEVO*)
- XXXG-00W0 Wing Gundam Zero (Piloto: Heero Yui)
- XXXG-01D2 Gundam Deathscythe Hell(Piloto: Duo Maxwell)
- XXXG-01H Gundam Heavyarms(Piloto: Trowa Barton)
- XXXG-01SR Gundam Sandrock(Piloto: Quatre Rabera Winner)
- XXXG-01S2 Altron Gundam(Piloto: Chang Wufei)
- OZ-00MS2B Tallgeese III(Piloto: Milliardo Peacecraft)

### Martian Successor Nadesico: The Motion Picture – Prince of Darkness
- Black Selena (Piloto: Akito Tenkawa)
- Aestivalis Custom (Piloto: Ryoko Subaru)
- Alstroemeria (Piloto: Genichiro Tsukiomi)
- Yatenkou (Piloto: Hokushin)

### The Wings of Rean(*NUEVO*)
- Nanajin (Piloto: Asap Suzuki)
- Aka-Nanajin (Piloto: Asap Suzuki)
- Oukaou (Piloto: Shinjiro Sakomizu)